# Mahavatar Babaji
Mahavatar Babaji var en helig indisk sadhu som flera personer uppges ha mött under tiden 1861 till 1935, men vars faktiska existens är oklar.
- Wikimedia Commons har media som rör Mahavatar Babaji.